# Satu Nou (Sirețel), Iași
Satu Nou este un sat în comuna Sirețel din județul Iași, Moldova, România. Se află în partea de nord-vest a județului, în Podișul Sucevei.